# Philip Stanhope, I conte di Chesterfield
Philip Stanhope, I conte di Chesterfield (1584 – 12 settembre 1656), è stato un nobile inglese.

## Biografia
Era l'unico figlio di sir John Stanhope e della sua prima moglie, lady Cordell Allington, ma venne educato dalla seconda moglie di suo padre, Catherine Trentham.

## Conte di Chesterfield
Venne nominato cavaliere nel 1605 da Giacomo I. Il 7 novembre 1616, fu creato barone Stanhope di Shelford e conte di Chesterfield, il 4 agosto 1628.

## Matrimonio
Nel 1604 sposò Catherine Hastings (?-1636), figlia di Francis Hastings, lord Hastings. Ebbero tredici figli:
- John Stanhope (27 luglio 1623);
- Henry Stanhope, lord Stanhope (?-29 novembre 1634), sposò Katherine Wotton, ebbero quattro figli;
- Lord Charles Stanhope (1607-1645);
- Lord Edward Stanhope (1607-1614);
- Lord William Stanhope (1608-1614);
- Lord Thomas Stanhope (morto giovane);
- Lord George Stanhope, (1610-1616);
- Ferdinando Stanhope (?-1643), sposò Lettice Ferrers, ebbero tre figli;
- Philip Stanhope (?-27 ottobre 1645);
- Sarah Stanhope (?-1698), sposò sir Richard Hoghton, III baronetto;
- Michael Stanhope (1624-1648);
- Elizabeth Stanhope, sposò Edward Darcy;
- Arthur Stanhope (1627-1677), sposò Anne Salusbury, ebbero quattro figli.

Nel 1637 sposò lady Anne Packington, dalla quale ebbe un figlio:
- Alexander Stanhope (1638-1707), sposò Catherine Burghill, ebbero due figli.

## La guerra civile e la morte
In vista del guerra civile inglese venne convocato al Parlamento nel 1640 e combatté a fianco di re Carlo I.
Con un esercito di circa 300 soldati, aveva preso Lichfield per il re, ma venne attaccato da una forza guidata da sir John Gell e da lord Brooke con 200 uomini e cannoni. Lord Brooke venne ucciso nello scontro il 2 marzo 1643. Le truppe di Stanhope furono costrette ad arrendersi e furono fatte prigioniere. Egli stesso fu imprigionato e morì in prigionia il 12 settembre 1656, circa tre anni e mezzo prima della Restaurazione nel 1660.